# Frederick Ashworth
Frederick Lincoln Ashworth (Boston, 24 de janeiro de 1912 – Phoenix, 3 de dezembro de 2005) foi um oficial da Marinha dos Estados Unidos que serviu como artilheiro na aeronave Boeing B-29 Superfortress que lançou a bomba atômica Fat Man sobre Nagasaki em 9 de agosto de 1945, durante a Segunda Guerra Mundial.